# Wahlkreis Rheingau-Taunus I
Der Wahlkreis Rheingau-Taunus I (Wahlkreis 28) ist einer der beiden Landtagswahlkreise im hessischen Rheingau-Taunus-Kreis. Der Wahlkreis umfasst die Städte und Gemeinden Bad Schwalbach, Eltville, Geisenheim, Heidenrod, Kiedrich, Lorch, Oestrich-Winkel, Rüdesheim am Rhein, Schlangenbad und Walluf und gilt als CDU-Hochburg. Die Gemeinde Heidenrod wurde dem Wahlkreis durch Gesetz vom Gesetz vom 18. Dezember 2017 zugeschlagen, sie gehörte zuvor zum Wahlkreis Rheingau-Taunus II.
Geografisch deckt der westlichste Wahlkreis Hessens den als Rheingau bekannten Südwesten des Rheingau-Taunus-Kreises ab sowie Bad Schwalbach, Heidenrod und Schlangenbad aus dem Untertaunus.

## Wahl 2023
| Landtagswahl in Hessen 2023 – WK Rheingau-Taunus IZweitstimmen %403020100 38,4 %16,8 %15,6 %13,7 %5,3 %3,3 %1,9 %1,5 %3,5 % CDUAfDGrüneSPDFDPFWLinkeTierschutzSonst.Gewinne und Verlusteim Vergleich zu 2018 %p 8 6 4 2 0 −2 −4 −6+6,9 %p+4,2 %p−5,0 %p−3,4 %p−3,0 %p+1,1 %p−2,7 %p+0,5 %p+1,4 %pCDUAfDGrüneSPDFDPFWLinkeTierschutzSonst. |

| Gegenstand der Nachweisung | Gegenstand der Nachweisung | Erst- stimmen | Erst- stimmen | Zweit- stimmen | Zweit- stimmen |
| Bewerber                   | Partei                     | Anzahl        | %             | Anzahl         | %              |
| -------------------------- | -------------------------- | ------------- | ------------- | -------------- | -------------- |
| Wahlberechtigte            | Wahlberechtigte            | 64.743        | 64.743        | 64.743         | 64.743         |
| Wähler                     | Wähler                     | 45.037        | 45.037        | 45.037         | 69,6           |
| Ungültige Stimmen          | Ungültige Stimmen          | 770           | 1,7           | 679            | 1,5            |
| Gültige Stimmen            | Gültige Stimmen            | 44.267        | 98,3          | 44.358         | 98,5           |
| davon                      |                            |               |               |                |                |
| Ingo Schon                 | CDU                        | 16.942        | 38,3          | 17.040         | 38,4           |
| Dominik Lawetzky           | GRÜNE                      | 6.905         | 15,6          | 6.936          | 15,6           |
| Sebastian Busch            | SPD                        | 7.460         | 16,9          | 6.068          | 13,7           |
| Frank Grobe                | AfD                        | 7.111         | 16,1          | 7.465          | 16,8           |
| Marius Schäfer             | FDP                        | 2.263         | 5,1           | 2.367          | 5,3            |
| Simon Jäger                | Die Linke                  | 897           | 2,0           | 828            | 1,9            |
| Bianka Rössler             | Freie Wähler               | 2.689         | 6,1           | 1.449          | 3,3            |
|                            | Tierschutzpartei           |               |               | 644            | 1,5            |
|                            | Die PARTEI                 | 284           | 0,6           |                |                |
|                            | Piraten                    | 112           | 0,3           |                |                |
|                            | ÖDP                        | 58            | 0,1           |                |                |
|                            | P. f. schulm. Verjf.       | 16            | 0,0           |                |                |
|                            | V-Partei³                  | 189           | 0,4           |                |                |
|                            | PdH                        | 60            | 0,1           |                |                |
|                            | ABG                        | 62            | 0,1           |                |                |
|                            | APPD                       | 28            | 0,1           |                |                |
|                            | Basis                      | 245           | 0,6           |                |                |
|                            | DKP                        | 23            | 0,1           |                |                |
|                            | DIE NEUE MITTE             | 15            | 0,0           |                |                |
|                            | Volt                       | 400           | 0,9           |                |                |
|                            | Klimaliste                 | 69            | 0,2           |                |                |

Neben dem direkt gewählten Abgeordneten Ingo Schon (CDU) wurde der AfD-Kandidat Frank Grobe über die Landesliste seiner Partei in den hessischen Landtag gewählt.

## Wahl 2018
| Gegenstand der Nachweisung | Gegenstand der Nachweisung | Wahlkreis- stimmen | Wahlkreis- stimmen | Landes- stimmen | Landes- stimmen |
| Kreiswahlbewerber          | Partei                     | Anzahl             | %                  | Anzahl          | %               |
| -------------------------- | -------------------------- | ------------------ | ------------------ | --------------- | --------------- |
| Wahlberechtigte            | Wahlberechtigte            | 65.564             | 100,0              | 65.564          | 100,0           |
| Wähler                     | Wähler                     | 46.585             | 71,1               | 46.585          | 71,1            |
| Ungültige Stimmen          | Ungültige Stimmen          | 1.206              | 2,6                | 972             | 2,1             |
| Gültige Stimmen            | Gültige Stimmen            | 45.379             | 100,0              | 45.613          | 100,0           |
| davon                      |                            |                    |                    |                 |                 |
| Petra Müller-Klepper       | CDU                        | 15.772             | 34,8               | 14.349          | 31,5            |
| Sebastian Busch            | SPD                        | 10.058             | 22,2               | 7.802           | 17,1            |
| Klaus Stolpp               | GRÜNE                      | 8.005              | 17,6               | 9.391           | 20,6            |
| Petra Heimer               | LINKE                      | 2.040              | 4,5                | 2.106           | 4,6             |
| Björn Sommer               | FDP                        | 3.849              | 8,5                | 3.768           | 8,3             |
| Frank Grobe                | AfD                        | 5.655              | 12,5               | 5.769           | 12,6            |
| –                          | PIRATEN                    | –                  | –                  | 140             | 0,3             |
| –                          | FREIE WÄHLER               | –                  | –                  | 1.012           | 2,2             |
| –                          | NPD                        | –                  | –                  | 52              | 0,1             |
| –                          | Die Partei                 | –                  | –                  | 288             | 0,6             |
| –                          | ödp                        | –                  | –                  | 99              | 0,2             |
| –                          | Die Grauen                 | –                  | –                  | 72              | 0,2             |
| –                          | BüSo                       | –                  | –                  | 11              | 0,0             |
| –                          | AD-Demokraten              | –                  | –                  | 20              | 0,0             |
| –                          | Bündnis C                  | –                  | –                  | 35              | 0,1             |
| –                          | BGE                        | –                  | –                  | 44              | 0,1             |
| –                          | Die Violetten              | –                  | –                  | 27              | 0,1             |
| –                          | LKR                        | –                  | –                  | 29              | 0,1             |
| –                          | Menschliche Welt           | –                  | –                  | 25              | 0,1             |
| –                          | Die Humanisten             | –                  | –                  | 37              | 0,1             |
| –                          | Gesundheitsforschung       | –                  | –                  | 52              | 0,1             |
| –                          | Tierschutzpartei           | –                  | –                  | 447             | 1,0             |
| –                          | V-Partei³                  | –                  | –                  | 38              | 0,1             |

Neben der direkt gewählten Wahlkreisabgeordneten Petra Müller-Klepper (CDU) wurde der AfD-Kandidat Frank Grobe über die Landesliste seiner Partei gewählt. Am 1. September 2022 rückte Petra Heimer (Die Linke) in den Landtag nach.

## Wahl 2013
| Gegenstand der Nachweisung | Gegenstand der Nachweisung | Wahlkreis- stimmen | Wahlkreis- stimmen | Landes- stimmen | Landes- stimmen |
| Kreiswahlbewerber          | Partei                     | Anzahl             | %                  | Anzahl          | %               |
| -------------------------- | -------------------------- | ------------------ | ------------------ | --------------- | --------------- |
| Wahlberechtigte            | Wahlberechtigte            | 59.938             | 100,0              | 59.938          | 100,0           |
| Wähler                     | Wähler                     | 45.944             | 76,7               | 45.944          | 76,7            |
| Ungültige Stimmen          | Ungültige Stimmen          | 1.296              | 2,8                | 1.183           | 2,6             |
| Gültige Stimmen            | Gültige Stimmen            | 44.648             | 100,0              | 44.761          | 100,0           |
| davon                      |                            |                    |                    |                 |                 |
| Petra Müller-Klepper       | CDU                        | 22.186             | 49,7               | 19.638          | 43,9            |
| Georg Mahr                 | SPD                        | 13.630             | 30,5               | 12.046          | 26,9            |
| Jutta Scholl-Seibert       | FDP                        | 1.484              | 3,3                | 2.981           | 6,7             |
| Lydia Saul                 | GRÜNE                      | 3.373              | 7,6                | 4.731           | 10,6            |
| Manuel Mergen              | LINKE                      | 1.516              | 3,4                | 1.649           | 3,7             |
| –                          | FREIE WÄHLER               | –                  | –                  | 330             | 0,7             |
| –                          | NPD                        | –                  | –                  | 311             | 0,7             |
| –                          | REP                        | –                  | –                  | 103             | 0,2             |
| Astrid Scheldt             | PIRATEN                    | 747                | 1,7                | 765             | 1,7             |
| –                          | BüSo                       | –                  | –                  | 21              | 0,0             |
| –                          | ADd                        | –                  | –                  | 36              | 0,1             |
| –                          | Die Grauen                 | –                  | –                  | 23              | 0,1             |
| Norbert Hämmerer           | AfD                        | 1.712              | 3,8                | 1.850           | 4,1             |
| –                          | AVIP                       | –                  | –                  | 26              | 0,1             |
| –                          | LUPe                       | –                  | –                  | 14              | 0,0             |
| –                          | ödp                        | –                  | –                  | 48              | 0,1             |
| –                          | Die Partei                 | –                  | –                  | 167             | 0,4             |
| –                          | PSG                        | –                  | –                  | 22              | 0,0             |

Petra Müller-Klepper zog als Gewinnerin des Direktmandats in den Landtag ein.

## Wahl 2009
| Gegenstand der Nachweisung | Gegenstand der Nachweisung | Wahlkreis- stimmen | Wahlkreis- stimmen | Landes- stimmen | Landes- stimmen |
| Bewerber                   | Partei                     | Anzahl             | %                  | Anzahl          | %               |
| -------------------------- | -------------------------- | ------------------ | ------------------ | --------------- | --------------- |
| Wahlberechtigte            | Wahlberechtigte            | 60.474             | 100,0              | 60.474          | 100,0           |
| Wähler                     | Wähler                     | 39.009             | 64,5               | 39.009          | 64,5            |
| Ungültige Stimmen          | Ungültige Stimmen          | 1.084              | 2,8                | 994             | 2,5             |
| Gültige Stimmen            | Gültige Stimmen            | 37.928             | 100,0              | 38.015          | 100,0           |
| davon                      |                            |                    |                    |                 |                 |
| Petra Müller-Klepper       | CDU                        | 17.317             | 45,7               | 15.250          | 40,1            |
| Matthias Hannes            | SPD                        | 9.578              | 25,3               | 7.501           | 19,7            |
| Lutz Lehmler               | FDP                        | 5.255              | 13,9               | 7.392           | 19,4            |
| Ingo Ruther                | GRÜNE                      | 3.766              | 09,9               | 5.107           | 13,4            |
| Gerhard Müller             | LINKE                      | 1.252              | 03,3               | 1.564           | 04,1            |
| Klaus Opitz                | REP                        | 757                | 02,0               | 399             | 01,0            |
| –                          | Freie Wähler               | -                  | –                  | 375             | 01,0            |
| –                          | NPD                        | -                  | –                  | 182             | 00,5            |
| –                          | PIRATEN                    | –                  | -                  | 204             | 00,5            |
| –                          | BüSo                       | –                  | -                  | 41              | 00,1            |

Für die zur Staatssekretärin ins Hessische Ministerium für Arbeit, Familie und Gesundheit berufene Petra Müller-Klepper rückte am 6. Februar Hans-Peter Seyffardt in den Landtag nach.

## Wahl 2008
| Gegenstand der Nachweisung | Gegenstand der Nachweisung | Wahlkreis- stimmen | Wahlkreis- stimmen | Landes- stimmen | Landes- stimmen |
| Bewerber                   | Partei                     | Anzahl             | %                  | Anzahl          | %               |
| -------------------------- | -------------------------- | ------------------ | ------------------ | --------------- | --------------- |
| Wahlberechtigte            | Wahlberechtigte            | 60.611             | 100,0              | 60.611          | 100,0           |
| Wähler                     | Wähler                     | 40.521             | 66,9               | 40.521          | 66,9            |
| Ungültige Stimmen          | Ungültige Stimmen          | 796                | 1,6                | 872             | 1,8             |
| Gültige Stimmen            | Gültige Stimmen            | 39.649             | 100,0              | 39.725          | 100,0           |
| davon                      |                            |                    |                    |                 |                 |
| Petra Müller-Klepper       | CDU                        | 16.805             | 42,4               | 15.496          | 39,0            |
| Matthias Hannes            | SPD                        | 14.092             | 35,5               | 13.608          | 34,2            |
| Ingo Ruther                | GRÜNE                      | 2.854              | 7,2                | 2.894           | 7,3             |
| Lutz Lehmler               | FDP                        | 3.554              | 9,0                | 4.825           | 12,1            |
| Klaus Opitz                | REP                        | 874                | 2,2                | 505             | 1,3             |
| –                          | Die Tierschutzpartei       | –                  | –                  | 177             | 0,4             |
|                            | BüSo                       | –                  | –                  | 12              | 0,0             |
|                            | PSG                        | –                  | –                  | 15              | 0,0             |
| –                          | Volksabstimmung            | –                  | –                  | 28              | 0,1             |
| –                          | GRAUE                      | –                  | –                  | 65              | 0,2             |
| Manuel Mergen              | LINKE                      | 1.017              | 2,6                | 1.431           | 3,6             |
| –                          | Die Violetten              | –                  | –                  | 24              | 0,1             |
| –                          | FAMILIE                    | –                  | –                  | 97              | 0,2             |
| Alexander Fromm            | FREIE Wähler               | 453                | 1,1                | 262             | 0,7             |
| –                          | NPD                        | –                  | –                  | 165             | 0,4             |
| –                          | PIRATEN                    | –                  | –                  | 105             | 0,3             |
| –                          | UB                         | –                  | –                  | 14              | 0,0             |

## Wahl 2003
| Gegenstand der Nachweisung | Gegenstand der Nachweisung | Wahlkreis- stimmen | Wahlkreis- stimmen | Landes- stimmen | Landes- stimmen |
| Bewerber                   | Partei                     | Anzahl             | %                  | Anzahl          | %               |
| -------------------------- | -------------------------- | ------------------ | ------------------ | --------------- | --------------- |
| Wahlberechtigte            | Wahlberechtigte            | 60.124             | 100,0              | 60.124          | 100,0           |
| Wähler                     | Wähler                     | 40.217             | 66,9               | 40.217          | 66,9            |
| Ungültige Stimmen          | Ungültige Stimmen          | 1.052              | 2,6                | 823             | 2,0             |
| Gültige Stimmen            | Gültige Stimmen            | 39.165             | 100,0              | 39.394          | 100,0           |
| davon                      |                            |                    |                    |                 |                 |
| Franz Josef Jung           | CDU                        | 22.393             | 57,2               | 21.178          | 53,8            |
| Christel Hoffmann          | SPD                        | 10.501             | 26,8               | 9.480           | 24,1            |
| Reichbauer                 | GRÜNE                      | 3.490              | 8,9                | 3.880           | 9,8             |
| Michael Denzin             | FDP                        | 2.781              | 7,1                | 3.661           | 9,3             |
| –                          | REP                        | –                  | –                  | 388             | 1,0             |
| –                          | Tierschutzpartei           | –                  | –                  | 284             | 0,7             |
| –                          | DIE FRAUEN                 | –                  | –                  | 85              | 0,2             |
| –                          | PBC                        | –                  | –                  | 31              | 0,1             |
| –                          | DKP                        | –                  | –                  | 33              | 0,1             |
| –                          | ödp                        | –                  | –                  | 40              | 0,1             |
| –                          | BüSo                       | –                  | –                  | 28              | 0,1             |
| –                          | FAG Hessen                 | –                  | –                  | 123             | 0,3             |
| –                          | PSG                        | –                  | –                  | 13              | 0,0             |
| –                          | Schill                     | –                  | –                  | 170             | 0,4             |

## Wahl 1999
| Gegenstand der Nachweisung | Gegenstand der Nachweisung | Wahlkreis- stimmen | Wahlkreis- stimmen | Landes- stimmen | Landes- stimmen |
| Bewerber                   | Partei                     | Anzahl             | %                  | Anzahl          | %               |
| -------------------------- | -------------------------- | ------------------ | ------------------ | --------------- | --------------- |
| Wahlberechtigte            | Wahlberechtigte            | 59.687             | 100,0              | 59.687          | 100,0           |
| Wähler                     | Wähler                     | 40.553             | 67,9               | 40.553          | 67,9            |
| Ungültige Stimmen          | Ungültige Stimmen          | 756                | 1,9                | 649             | 1,6             |
| Gültige Stimmen            | Gültige Stimmen            | 39.797             | 100,0              | 39.904          | 100,0           |
| davon                      |                            |                    |                    |                 |                 |
| Franz Josef Jung           | CDU                        | 21.041             | 52,9               | 19.864          | 49,8            |
| Christel Hoffmann          | SPD                        | 13.625             | 34,2               | 13.453          | 33,7            |
| ?                          | GRÜNE                      | 2.085              | 5,2                | 2.455           | 6,2             |
| Michael Denzin             | F.D.P.                     | 1.913              | 4,8                | 2.475           | 6,2             |
| ?                          | REP                        | 1.033              | 2,6                | 977             | 2,4             |
| –                          | Die Tierschutzpartei       | –                  | –                  | 179             | 0,4             |
| –                          | DIE FRAUEN                 | –                  | –                  | 73              | 0,2             |
| –                          | PASS                       | –                  | –                  | 21              | 0,1             |
| –                          | DKP                        | –                  | –                  | 24              | 0,1             |
| –                          | BüSo                       | –                  | –                  | 12              | 0,0             |
| –                          | FWG                        | –                  | –                  | 109             | 0,3             |
| –                          | PBC                        | –                  | –                  | 43              | 0,1             |
| –                          | DHP                        | –                  | –                  | 23              | 0,1             |
| –                          | NATURGESETZ                | –                  | –                  | 26              | 0,1             |
| –                          | ödp                        | –                  | –                  | 36              | 0,1             |
| –                          | NPD                        | –                  | –                  | 50              | 0,1             |
| ?                          | BFB-Die Offensive          | 100                | 0,3                | 84              | 0,2             |

## Wahl 1995
| Gegenstand der Nachweisung | Gegenstand der Nachweisung | Wahlkreis- stimmen | Wahlkreis- stimmen | Landes- stimmen | Landes- stimmen |
| Bewerber                   | Partei                     | Anzahl             | %                  | Anzahl          | %               |
| -------------------------- | -------------------------- | ------------------ | ------------------ | --------------- | --------------- |
| Wahlberechtigte            | Wahlberechtigte            | 59.783             | 100,0              | 59.783          | 100,0           |
| Wähler                     | Wähler                     | 40.737             | 68,1               | 40.737          | 68,1            |
| Ungültige Stimmen          | Ungültige Stimmen          | 1.155              | 2,8                | 863             | 2,1             |
| Gültige Stimmen            | Gültige Stimmen            | 39.582             | 100,0              | 39.874          | 100,0           |
| davon                      |                            |                    |                    |                 |                 |
| Christel Hoffmann          | SPD                        | 13.353             | 33,7               | 12.789          | 32,0            |
| Franz Josef Jung           | CDU                        | 19.468             | 49,2               | 17.878          | 44,8            |
| ?                          | GRÜNE                      | 3.329              | 8,4                | 4.033           | 10,1            |
| Michael Denzin             | F.D.P.                     | 2.272              | 5,7                | 3.373           | 8,5             |
| –                          | ÖDP                        | –                  | –                  | 86              | 0,2             |
| –                          | GRAUE                      | –                  | –                  | 111             | 0,3             |
| ?                          | REP                        | 1.160              | 2,9                | 1.107           | 2,8             |
| –                          | Solidarität                | –                  | –                  | 11              | 0,0             |
| –                          | APD                        | –                  | –                  | 103             | 0,3             |
| –                          | DKP                        | –                  | –                  | 23              | 0,1             |
| –                          | NPD                        | –                  | –                  | 44              | 0,1             |
| –                          | DHP                        | –                  | –                  | 25              | 0,1             |
| –                          | f.NEP                      | –                  | –                  | 40              | 0,1             |
| –                          | NATURGESETZ                | –                  | –                  | 46              | 0,1             |
| –                          | BFB                        | –                  | –                  | 124             | 0,3             |
| –                          | PBC                        | –                  | –                  | 51              | 0,1             |
| –                          | STATT Partei               | –                  | –                  | 50              | 0,1             |

## Wahl 1991
| Gegenstand der Nachweisung | Gegenstand der Nachweisung | Wahlkreis- stimmen | Wahlkreis- stimmen | Landes- stimmen | Landes- stimmen |
| Bewerber                   | Partei                     | Anzahl             | %                  | Anzahl          | %               |
| -------------------------- | -------------------------- | ------------------ | ------------------ | --------------- | --------------- |
| Wahlberechtigte            | Wahlberechtigte            | 59.697             | 100,0              | 59.697          | 100,0           |
| Wähler                     | Wähler                     | 41.951             | 70,3               | 41.951          | 70,3            |
| Ungültige Stimmen          | Ungültige Stimmen          | 725                | 1,7                | 682             | 1,6             |
| Gültige Stimmen            | Gültige Stimmen            | 41.226             | 100,0              | 41.289          | 100,0           |
| davon                      |                            |                    |                    |                 |                 |
| Franz Josef Jung           | CDU                        | 19.638             | 47,6               | 18.779          | 45,5            |
| Christel Hoffmann          | SPD                        | 14.755             | 35,8               | 14.271          | 34,5            |
| ?                          | GRÜNE                      | 2.557              | 6,2                | 3.509           | 8,5             |
| Michael Denzin             | F.D.P.                     | 3.004              | 7,3                | 3.365           | 8,2             |
| ?                          | REP                        | 944                | 2,3                | 938             | 2,3             |
| –                          | DIE GRAUEN                 | –                  | –                  | 189             | 0,5             |
| ?                          | ÖDP                        | 328                | 0,8                | 208             | 0,5             |
| –                          | PBC                        | –                  | –                  | 30              | 0,1             |

## Wahl 1987
|                   | Partei            | Anzahl | %     |
| ----------------- | ----------------- | ------ | ----- |
| Wahlberechtigte   | Wahlberechtigte   | 58.288 | 100,0 |
| Wähler            | Wähler            | 46.857 | 80,4  |
| Ungültige Stimmen | Ungültige Stimmen | 521    | 1,1   |
| Gültige Stimmen   | Gültige Stimmen   | 46.336 | 100,0 |
| davon             |                   |        |       |
| Christel Hoffmann | SPD               | 15.314 | 42,6  |
| Franz Josef Jung  | CDU               | 22.963 | 49,6  |
| Michael Denzin    | F.D.P.            | 3.889  | 8,4   |
| ?                 | GRÜNE             | 3.891  | 4,8   |
| ?                 | DKP               | 61     | 0,1   |
| ?                 | ÖDP               | 218    | 0,5   |

## Wahl 1983
|                    | Partei            | Anzahl | %     |
| ------------------ | ----------------- | ------ | ----- |
| Wahlberechtigte    | Wahlberechtigte   | 56.670 | 100,0 |
| Wähler             | Wähler            | 47.006 | 82,9  |
| Ungültige Stimmen  | Ungültige Stimmen | 480    | 1,0   |
| Gültige Stimmen    | Gültige Stimmen   | 46.526 | 100,0 |
| davon              |                   |        |       |
| Franz Josef Jung   | CDU               | 21.222 | 45,6  |
| Siegfried Siems    | SPD               | 18.504 | 39,8  |
| Stefan Schwank     | GRÜNE             | 2.244  | 4,8   |
| Michael Denzin     | F.D.P.            | 4.274  | 9,2   |
| Harald Reutershahn | DKP               | 43     | 0,1   |
| Heidrun Eser       | LD                | 199    | 0,4   |
| Barbara Spahn      | EAP               | 40     | 0,1   |

## Bisherige Abgeordnete
Direkt gewählte Abgeordnete des Wahlkreises Rheingau-Taunus I waren:
| Jahr | Direktkandidat       | Partei | Erststimmen in % |
| ---- | -------------------- | ------ | ---------------- |
| 2023 | Ingo Schon           | CDU    | 38,3             |
| 2018 | Petra Müller-Klepper | CDU    | 34,8             |
| 2013 | Petra Müller-Klepper | CDU    | 49,7             |
| 2009 | Petra Müller-Klepper | CDU    | 45,7             |
| 2008 | Petra Müller-Klepper | CDU    | 42,4             |
| 2003 | Franz Josef Jung     | CDU    | 57,2             |
| 1999 | Franz Josef Jung     | CDU    | 52,9             |
| 1995 | Franz Josef Jung     | CDU    | 49,2             |
| 1991 | Franz Josef Jung     | CDU    | 47,6             |
| 1987 | Franz Josef Jung     | CDU    | 49,6             |
| 1983 | Franz Josef Jung     | CDU    | 45,6             |

## Der Wahlkreis bis 1966
Zwischen 1950 und 1966 bestand gemäß dem hessischen Landtagswahlgesetz vom 18. September 1950 der Wahlkreis 24, der den Rheingaukreis und den Untertaunuskreis umfasste.
Bei der Landtagswahl in Hessen 1946 war der heutige Wahlkreis Teil des Wahlkreises XIII. Dieser Wahlkreis setzte sich zusammen aus dem Rheingaukreis, dem Untertaunuskreis und der kreisfreien Stadt Wiesbaden. Gewählt wurden:
- Georg Buch (SPD)
- Heinrich Glücklich (LDP)
- Ferdinand Grün (CDU)
- Erich Köhler (CDU)
- Else Voos (SPD)